# Don Scott (boxeador)
Donald Emerson Scott (Derby, 23 de julio de 1928 – Derby, 13 de febrero de 2013) fue un boxeador británico, que compitió en la categoría de semipesado.

## Biografía
Scott comenzó a boxear a los 12 años en el Arboretum Boxing Club. Asistió al Pear Tree School y a la escuela nocturna en Bemrose School. Representó a su país en los Juegos Olímpicos de Londres 1948 y se colgó la medalla de plata en la categoría de semipesados. Dos años después se colgaría el oro en los Juegos de la Commonwealth celebrados en Auckland en 1950. Scott ganaría el título nacional amateur en 1948.

## Juegos Olímpicos de Londres
A continuación se muestran los resultados de Don Scott en los Juegos Olímpicos de Londres 1948:
- Ronda de 16.os: venció a György Kapocsi (Hungría ). El árbitro detuvo el combate en el segundo asalto
- Cuartos de final: Derrotó a Giacomo Di Segni (Italia) a los puntos
- Semifinal: derrotó a Adrian Holmes (Australia) a los puntos
- Final: perdió ante George Hunter (Sudáfrica) a los puntos

### Carrera profesional
Boxeó profesionalmente como peso pesado y fue entrenado por Bob Curley. Fue un nombre lo suficientemente grande desde su carrera amateur como para boxear en Londres en el Albert Hall. Su carrera profesional no fue tan exitosa como su amateur. Al retirarse del ring estuvo involucrado en la gestión minorista. Continuó su interés en el boxeo en el área de Derby y estuvo involucrado en el entrenamiento. Asistía regularmente a eventos de boxeo amateur y profesional en Derby y prefería sentarse en silencio en la parte trasera en lugar de ser presentado en el ring. Fue elegido para llevar la antorcha olímpica a través de Derby el 29 de junio de 2012.

### Muerte
Scott residió en Derby hasta su muerte el 16 de febrero de 2013. Vivió en Arboretum House durante tres años y medio antes de mudarse a Lavender Lodge Nursing Home tres semanas antes de morir de insuficiencia cardíaca a la edad de 84 años.